# Таллар, Камиль д’Отён де Лабом
Камиль д’Отён де Лабом, герцог де Таллар (фр. Camille d'Hostun de la Baume, comte de Tallard; 14 февраля 1652 — 20 марта 1728, Париж) — французский военный и политический деятель, маршал Франции (14 января 1703 года), за свои заслуги возведённый в сан герцога.

## Биография
Сын графа Рожера Таллара, коменданта Лиона и Божале. Военную службу начал в жандармах штандарт-юнкером и в 16 лет получил от своего отца в командование королевский кроатский полк, которым командовал 10 лет.
С полком принимал деятельное участие в нидерландских войнах, служа в 1673 году под началом принца Конде на Рейне. В 1674 году был направлен в Эльзас под командование А. Тюренна. 29 декабря 1674 года при Мюльгаузене и 6 января 1675 года при Тюргейме много содействовал победе и обратил на себя внимание. В 1677 году произведён в бригадиры, а в 1678 году был произведён в ранг лагерного маршала (низшая генеральская должность).
Участвовал в войне за Пфальцское наследство. Зимой 1690 года переправился по льду через Рейн для опустошения Пфальца и наложении контрибуции на долину Рейнгау. В 1691 году он был ранен при Эберсбурге. В 1693 году был произведён в генерал-лейтенанты.
В 1697 году был послан с дипломатическим поручением в Англию, где от имени Людовика XIV во время заключения Риксвикского мира подписал отдельное соглашение, касательно испанского престолонаследия. После войны два года служил посланником в Англии. В награду за дипломатические услуги получил несколько французских орденов и был назначен губернатором области Фоа.
Военная карьера де Таллара достигла своего пика в годы Войны за Испанское наследство. В 1702 году он принял командование корпусом на прирейнской границе. Осенью того года он доставил осаждённому австрийцами городу Кайзерсверту значительное подкрепление, взял Трир и замок Грейфенбург и прогнал голландцев из их лагеря при Мюльгейме. 14 января 1703 года ему было пожаловано звание маршала Франции. В ходе осенней кампании 1703 года де Таллар захватил города Альт-Брейзах и Ландау и победил присланную на деблокаду последнего армию Альянса в битве при Шпеере, после чего 19 ноября взял Ландау.
В 1704 году командовал войсками в Нижнем Эльзасе вместе с маршалом Ф. Вильруа, действуя против Евгения Савойского. С армией в 29 тыс. осадил Виллинген. Неудачные действия союзника — курфюрста баварского, вызвали приказ Людовика XIV выступить Таллару с 40 батальонами и 60 эскадронами (26 тысяч отборного войска) ему на помощь в Баварию. Несмотря на противодействие войск Людвига Баденского ему удалось соединиться баварским войском Максимилиана II Эммануеля 3 августа у Аугсбурга, после чего их силы достигли 84 батальона и 143 эскадрона (87 тысяч человек) и таким образом союзники могли начать наступление против герцога Мальборо, вторгшегося в Баварию. Евгений Савойский, следовавший за Талларом, поспешил на помощь союзнику с 16 тысячами и соединился с ним 4 августа, а к 11 августа их силы достигли 52 тысяч человек. 12 августа Таллар с союзниками, ещё не зная о соединении войск противника решил атаковать его и с боя взял укреплённый замок Гохштедт. На рассвете 13 августа, когда французско-баварская армия располагалась на линии Бленхейм (на Дунае) — Люцинген Евгений атаковал её. Сражение при Гохштедте 13 августа 1704 года закончилось разгромом франко-баварской армии. Таллар в этом сражении проявил много отваги, но действовал неискусно, и более того, из-за своей близорукости перепутал английский кавалерийский эскадрон с французским, близко подъехал к нему и был взят в плен. Отвезенный в Англию, он оставался там до 1712 года, найдя возможность применить свои способности в роли ловкого придворного. Так он сильно содействовал в свержении герцога Мальборо и восшествию на британский престол королевы Анны. Этим он сохранил расположение Людовика XIV, который ещё во время пленения дал ему должность губернатора в провинции Франш-Конте.
Вернувшись во Францию, де Таллар был возведён в герцогское достоинство, а в 1715 году стал пэром Франции. С этого времени он занимался только наукой и политикой и больше не принимал участия в военных делах. В своём завещании Людовик XIV включил его в состав регентского совета, но регент Филипп II, герцог Орлеанский, аннулировал это решение.
В 1724 году де Таллар был избран президентом академии наук.
В 1726 году Людовик XV на недолгое время назначил его государственным министром. 20 марта 1728 года он умер в Париже.
По мнению аббата Сен-Пьера и маркиза Сен-Симона, Таллар был ловкий придворный и весьма умный человек, но чрезвычайно честолюбивый и беспокойный. Ошибки при Гохштедте заставляют сомневаться в его военных талантах.